# 坦佩谷

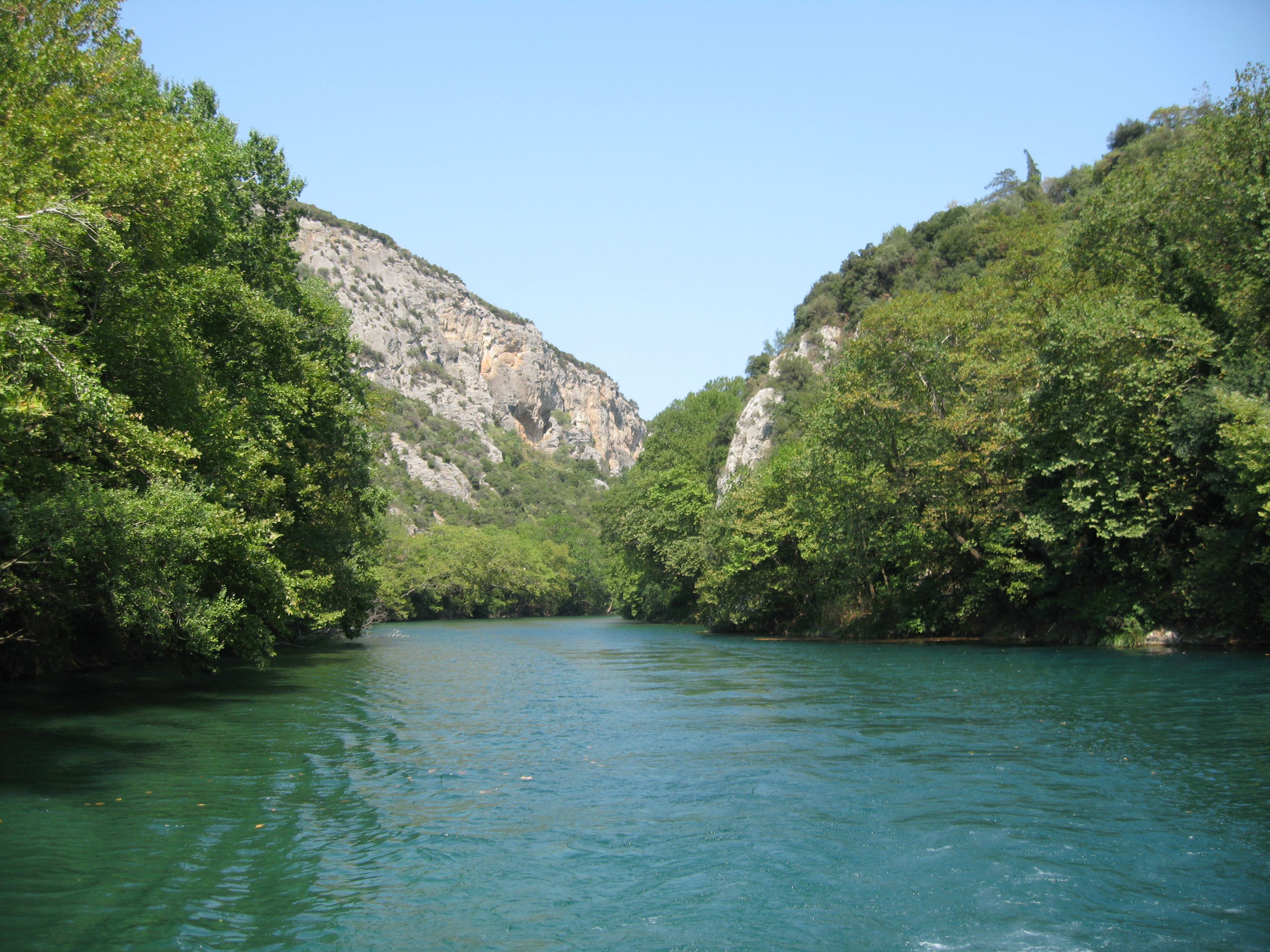
坦佩谷的景色

坦佩谷（羅馬化：Témpi）是希腊色萨利大区北部一个峡谷的古名，它位于奥林帕斯山以南，奥萨山以北，被希腊诗人誉为“阿波罗和缪斯喜爱的去处”。山谷长10千米，狭窄处仅宽25米，两旁山崖高近500米，皮尼奥斯河于其间蜿蜒而过流向爱琴海。皮尼奥斯河右岸伫立着一座阿波罗神庙，周围月桂丛生，古时人们用它做成桂冠嘉奖皮西安竞技会的得胜者。坦佩谷也曾一度是阿波罗与库瑞涅之子阿里斯泰俄斯的居所，他也正是在此处追赶俄尔甫斯之妻欧律狄刻，以致她在逃走时被蛇咬死。公元13世纪山谷里建起了一座敬献给圣帕拉斯凯韦的教堂。

## 战略要地
坦佩关是希腊的战略关隘，因为它是从拉里萨穿山到达海岸的主要路线，也正是由于这一点，从古到今许多战役都在这里打响。如要避开此关，也可取道稍迂回的撒伦多普罗关。公元前480年，一万雅典人与斯巴达人试图在坦佩关阻止波斯国王泽克西斯一世的入侵，但波斯人取道撒伦多普罗从而绕开了希腊军队。公元前164年，在第三次马其顿战争期间，罗马人冲破马其顿国王珀尔修斯的防御，之后在彼得那战役中取得了胜利。公元前148年，安德里斯库斯的另一场斗争也在这里上演。无论在标志着罗马时代在希腊的终结的异族袭击中，还是在拜占庭和奥特曼时代，这里也不乏争战。

## 今天
今天对于大多数希腊人来说，坦佩也以其十分恶劣的路况和可怕的交通事故而臭名昭著。例如，在2003年，由于所乘客车与一辆满载木材的货车相撞，二十三名来自马克拉荷里的十一年级一个班的中学生全部死亡。尽管货车司机已尽力在几秒钟的时间内减速，但木材带着巨大冲力从货车后部飞出，从客车左部砸进，当场导致许多学生死亡。经过20年后，2023年3月1日，坦佩发生了希腊史上最嚴重火车对撞意外。车箱燃烧温度高达1300度，当场造成36死88伤，死亡人数持续攀升。警方以过失杀人罪与疏忽致人重伤罪逮捕了对撞地点附近车站拉里沙车站59岁站长。

## 其它的坦佩
美国亚利桑那州的坦佩和澳大利亚新南威尔士的坦佩市都是由此命名。南非东开普省的一个农场也叫坦佩，还有着两个名为奥林帕斯和俄萨的农场邻居。另外，马来西亚槟城沿着一条小峡谷而设的坦佩谷路也是以它命名。

## 文学
- 约翰·济慈在《希腊古瓮颂》中提到坦佩。
- 珀西·雪莱在《潘之歌》中提到坦佩。